# Wyscheslawa von Kiew

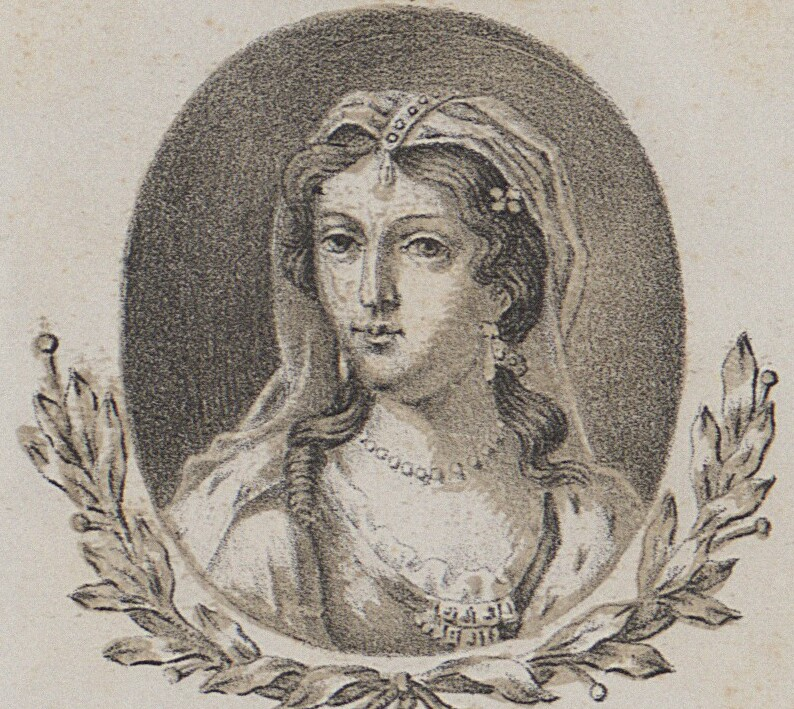
Künstlerische Darstellung von Wyscheslawa aus dem 19. Jahrhundert

Wyscheslawa Swjatoslawna (russisch Вышеслава Святославна, polnisch Wyszesława Światosławówna), * um 1047; † nach 1089, war eine Fürstin der Kiewer Rus, Mitglied des Adelsgeschlechts der Rurikiden und durch Heirat Fürstin und später Königin Polens.
Sie war das älteste Kind und die einzige Tochter von Swjatoslaw II., dem Fürsten von Tschernihiw und dem späteren Großfürsten Kiews, vermutlich ein Mitglied der Adelsfamilie der Dithmarschen.

## Leben
Der Chronist Jan Długosz und andere Autoren berichteten von ihrer Abstammung. Sie hat mit Sicherheit noch vor 1069 Bolesław den Kühnen, Fürst Polens, geheiratet, weil in diesem Jahr deren einziges Kind, Mieszko, geboren wurde. Sie wurde wahrscheinlich am Weihnachtstag des Jahres 1076 von Erzbischof Bogumił zusammen mit ihrem Ehemann in der Erzkathedrale von Gniezno zur Königin Polens gekrönt.
1079 wurde sie zusammen mit ihrem Ehemann und Sohn nach Ungarn verbannt. Zwei Jahre später (ungefähr 1081 oder 1082) starb Bolesław II. unter rätselhaften Umständen, wahrscheinlich durch Vergiftung. 1086 kehrte Wyscheslawa zusammen mit ihrem Sohn nach Polen zurück. Gallus Anonymus zufolge nahm sie an der Beerdigung ihres Sohnes, der 1089 vergiftet wurde, teil. 
Moderne Historiker, wie Oswald Balzer in seinem Werk Genealogia Piastów (1895), zweifelten am Namen und der Herkunft der Ehefrau Bolesławs II. Sie soll stattdessen deutscher oder russischer Herkunft gewesen sein. Außerdem wurde die Theorie aufgestellt, dass eine Königin namens Agnes, deren Nachruf in Zwiefalten festgehalten wurde, die tatsächliche Frau Bolesławs II. gewesen sein soll und sie außerdem dem Herrschergeschlecht der Přemysliden angehörte.